# Томас Шедвелл
Томас Шедвел (англ. Thomas Shadwell; 1642, Норфолк — 19 листопада 1692, Великий Лондон) — англійський поет, письменник і драматург. З 1689 носив довічне звання «Поета-лауреата» — звання придворного поета, затвердженого англійським монархом, що традиційно був зобов'язаний відгукуватися пам'ятними віршами на події в житті королівської сім'ї і держави.

## Біографія
Освіту отримав у Bury St Edmunds School і Caius College  при Кембріджському університеті, у який вступив в 1656 році. Після отримання диплома, почав працювати в лондонському суді Middle Temple.
У 1668 році написав комедію в прозі «Сердиті любі» («The Sullen Lovers, or the Impertinents») за мотивами п'єси Мольєра «Надокучливі» (фр. Les Fâcheux), імітуючи стиль Бена Джонсона. У своїй комедії Шедвелл вивів на сцену двох головних персонажів. Один з них — сер «Позитивний у всьому», інший — «Простак». Перший представлений «так глибоко позитивним у всьому, що не може дозволити собі помилки, навіть найменшої», другий — «марнолюбний поет, який завжди відволікав від справ людей недоречними міркуваннями про поезію».
У 1699 році опублікував п'єсу «Королівська пастушка», у 1671 — комедії « Гумаористи» та " Любов до сутінок, або монах — астролог «. Кращим твором Томаса Шедвелла вважають п'єсу „Epsom Wells“ (1672) і „Сквайр з Ельзасу“ („Squire of Alsatia“, 1688).
Відомий тим, що був обраний Джоном Драйденом мішенню для сатири, ймовірно, у відповідь на злісний аптидрайденовский пасквіль „Медаль Джона Бейза“ (1682). Коли Драйден був позбавлений звання поета-лауреата за свої політичні переконання, цей титул у 1689 році отримав Томас Шедвелл.
Поема „Мак Флекно“ пера Драйдена-сатирика, була підсумком багаторічної баталії. Особисті рахунки переплітаються тут з літературною боротьбою того часу. Драйден і Шедвелл багато років виступали у пресі, полемізуючи один з одним з деяких питань мистецтва драматургії. Початок обміну поглядами було покладено Томасом Шедвеллом у передмові до комедії „Сердиті любі“ (1668). Тут він висміяв героїчні п'єси, які, на його думку, піднімають любов і честь на таку безглузду висоту», що уявлення стає бурлеском. Він захоплюється комедіями Бена Джонсона і відкидає твори тих письменників (перш за все, на увазі мався Джон Драйден), які проголошували, що Бен Джонсон навіть кращі свої п'єси написав без дотепності.
Протягом чотирнадцяти років з моменту створення своєї першої комедії до фатального протистояння з Джоном Драйденом, Шедвелл майже кожен рік створював за новою п'єсою. У своїх творах, за словами автора, спонукав до чесноти, ниспровергал і карав порок і нерозсудливості століття.

## Вибрані твори
- The Royal Shepherdess (1669)
- The Humorist (1671)
- The Miser (1672)
- Psyche (1675)
- The Libertine (1676)
- The Virtuoso (1676)
- The history of Timon of Athens the Man-hater (1678)
- A True Widow (1679)
- The Woman Captain (1680)
- The Lancashire Witches і Teague O Divelly, the Irish Priest (1682)
- Bury Fair (1689)
- The Любовних Bigot (1690)
- The Scowerers (1691)
- The Volunteers, or Stockjobbers (посмертне видання, 1693).